# Epidendrum polyanthum
Epidendrum polyanthum Lindl., 1831, è una pianta della famiglia delle Orchidacee originaria dell'America tropicale.

## Descrizione
È un'orchidea di aspetto e dimensioni molto variabili, che cresce epifita sugli alberi della foresta tropicale e occasionalmente è terricola (geofita). E. polyanthum presenta steli eretti, a forma di canna, avvolti alla base da poche guaine scabre che portano foglie coriacee, di forma lineare-lanceolata, ad apice acuto, di colore verde scuro.
La fioritura può avvenire più volte all'anno ed è più frequente in estate, mediante un'infiorescenza terminale, eretta, lunga fino a 45 centimetri, recante da 5 fino a 20 fiori. Questi si aprono in successione, sono grandi normalmente meno di 2 centimetri, hanno petali e sepali a forma ovato-ellittica, di colore giallo e  labello  imbutiforme trilobato di colore bianco soffuso di giallo.

## Distribuzione e habitat
La specie è diffusa in Messico, Belize, El Salvador, Guatemala e Honduras.
Cresce epifita sugli alberi della foresta tropicale umida e occasionalmente terricola (geofita) da 900 a 2000 metri sul livello del mare.

## Sinonimi
Epidendrum polystachyum Pav. ex Lindl., 1831

Epidendrum bisetum Lindl., 1841

Epidendrum funiferum C.Morren, 1848

Epidendrum colorans Klotzsch, 1851

Epidendrum lansbergii Regel, 1855

Epidendrum verrucipes Schltr., 1918

Epidendrum quinquelobum Schltr., 1923

Epidendrum hondurense Ames, 1933

## Coltivazione
Questa pianta ha necessità di mezz'ombra, con temperature medio-alte tutto l'anno, più calde e con irrigazioni all'epoca della fioritura.